# Mark Dalton
Mark Dalton (tên khai sinh là Jeramy James Sons) là một nam diễn viên khiêu dâm người Mỹ.

## Thông tin cá nhân
- Ngày sinh: 6 tháng 3 năm 1980
- Nơi sinh: Texas, Mỹ
- Tên khai sinh: Jeramy James Sons
- Chiều dài dương vật: 19 cm
- Chiều cao: 1,78m
- Cân nặng: 109 kg
- Màu mắt: nâu lục nhạt
- Màu tóc: vàng
- Định hướng giới tính: Quan hệ khác giới
- Quốc tịch: Mỹ

## Sự nghiệp
Mark Dalton thời gian đầu làm nghề người mẫu thể hình cho các tạp chí, trong đó có Playgirl. Sau đó, anh bắt đầu chụp hình khỏa thân và tham gia đóng các phim khiêu dâm. Trong các bộ phim của minh, Mark Dalton không đóng cảnh quan hệ tình dục với diễn viên khác mà thường đóng cảnh thủ dâm. Với một khuôn mặt khá đẹp trai và thể hình lực lưỡng, anh đã thu được nhiều thành công trong công việc.